# Nekrolog 3. Quartal 1934
Nekrolog
◄◄
| ◄
| 1930
| 1931
| 1932
| 1933
| 1934 | 1935 | 1936 | 1937 | 1938 | ► | ►►
1. Quartal |
2. Quartal |
3. Quartal |
4. Quartal 1934
Weitere Ereignisse | Allgemeiner Nekrolog 1934
Die Beschreibung der verstorbenen Person sollte so kurz wie möglich gehalten sein und nur deren signifikante Tätigkeit(en) enthalten.
Neue Namen ggf. auch unter dem Geburts- und Sterbedatum, also etwa unter 1. Januar und im Geburts- und Sterbejahr (2024) eintragen (nur bei entsprechender großer Wichtigkeit). Für Beispiele siehe die schon vorhandenen Artikel.
Außerdem über die fünf zuletzt Verstorbenen, zu denen es einen ausreichend guten Artikel für eine Präsentation auf der Hauptseite gibt, nach der todesbedingten Überarbeitung der Artikel ggf. auch unter Wikipedia Diskussion:Hauptseite informieren und sie am besten auch in den anderen Wikipedia-Sprachversionen eintragen. Tipp: Regelmäßig bei news.google.de nach „ist tot“, „gestorben“ oder „verstorben“ suchen.
Wenn eine Person gestorben ist, gibt es viele Seiten zu dieser Person in der Wikipedia, die davon auch betroffen sind und entsprechend aktualisiert werden müssen. Beispiele: Namenübersichtsseite, Geburtsjahr, Geburtsort-Seiten und viele mehr.
Wie finde ich die betroffenen Seiten?
Im Suchfeld auf der linken Seite gibt man den Suchbegriff so ein: „Vorname Nachname“. Dann klickt man auf Volltext und alle Seiten mit entsprechendem Suchtext werden aufgerufen. Hier sieht man dann schnell, wo auch das Todesjahr Sinn macht oder sogar ein Teil des Artikels angepasst werden muss. Auch hilft das „Werkzeug“ auf der linken Seite sehr gut, um solche Seiten aufzufinden: „Links auf diese Seite“. Somit ist die Wikipedia wieder aktuell in allen Bereichen! Hinweis: bei Eintragung der Kategorie „Gestorben JAHR“ wird der Missbrauchsfilter 49 ausgelöst, was jedoch nicht schlimm ist. Siehe: Spezial:Missbrauchsfilter/49
Dies ist eine Liste von im dritten Quartal 1934 verstorbenen bekannten Persönlichkeiten. Die Einträge erfolgen innerhalb der einzelnen Daten alphabetisch sortiert. Tiere sind im Nekrolog für Tiere zu finden.

## Juli
| Tag      | Name                                      | Beruf, bekannt als | Alter | Beleg |
| -------- | ----------------------------------------- | --- | ----- | ----- |
| 1. Juli  | Julius Adler                              | deutscher Rechtsanwalt | 51    |       |
| 1. Juli  | Karl Belding                              | deutscher SA-Führer und Polizist                                                                                              | 37    |       |
| 1. Juli  | Veit Ulrich von Beulwitz                  | deutscher Politiker (NSDAP), SA-Mitglied, beim „Röhm-Putsch“ erschossen                                                       | 34    |       |
| 1. Juli  | Franz Bläsner                             | deutscher SA-Mann | 34    |       |
| 1. Juli  | Herbert Ender                             | deutscher SA-Führer und Opfer des Röhmputsches                                                                                | 30    |       |
| 1. Juli  | Moritz Ertl                               | österreichischer Beamter und Minister                                                                                         |       |       |
| 1. Juli  | Walter Foerster                           | deutscher Rechtsanwalt und NS-Opfer                                                                                           | 37    |       |
| 1. Juli  | Erich Gans                                | deutscher Arbeiter | 26    |       |
| 1. Juli  | Fritz Gerlich                             | deutscher Journalist und Historiker                                                                                           | 51    |       |
| 1. Juli  | Walter Häbich                             | deutscher Politiker (KPD) |       |       |
| 1. Juli  | Erik Haps                                 | belgischer Motorradrennfahrer                                                                                                 | 24    |       |
| 1. Juli  | Adam Hereth                               | deutscher Arbeiter, Opfer des sogenannten Röhm-Putsches                                                                       | 37    |       |
| 1. Juli  | Erich Honstein                            | deutscher Politiker (KPD) und Widerstandskämpfer gegen den Nationalsozialismus                                                | 30    |       |
| 1. Juli  | Gunnar Kalén                              | schwedischer Motorradrennfahrer                                                                                               | 32    |       |
| 1. Juli  | Willi Klemm                               | deutscher SA-Führer | 42    |       |
| 1. Juli  | Hans-Karl Koch                            | deutscher Politiker (NSDAP), MdR                                                                                              | 36    |       |
| 1. Juli  | Gustav Korff                              | deutscher Phytopathologe | 62    |       |
| 1. Juli  | Karl Lämmermann                           | deutscher HJ-Führer | 20    |       |
| 1. Juli  | Erich Lindemann                           | deutscher Arzt | 39    |       |
| 1. Juli  | Chester I. Long                           | US-amerikanischer Politiker (Republikanische Partei)                                                                          | 73    |       |
| 1. Juli  | Ernst Ewald Martin                        | deutscher Detektiv und Opfer des Röhmputsches                                                                                 | 34    |       |
| 1. Juli  | Hermann Mattheiß                          | deutscher Jurist, SA-Führer und Polizist                                                                                      | 40    |       |
| 1. Juli  | Migishi Kōtarō                            | japanischer Maler | 31    |       |
| 1. Juli  | Walter von Mohrenschildt                  | deutscher SA-Führer | 24    |       |
| 1. Juli  | Edmund Paul Neumayer                      | deutscher SA-Angehöriger | 25    |       |
| 1. Juli  | Reinhold Nixdorf                          | deutscher SA-Führer im Range eines Sturmhauptführers                                                                          | 43    |       |
| 1. Juli  | Lamberdus Ostendorp                       | deutscher SA-Führer | 41    |       |
| 1. Juli  | Hans Ramshorn                             | deutscher Offizier und Politiker (NSDAP), MdR                                                                                 | 42    |       |
| 1. Juli  | Ernst Röhm                                | deutscher Politiker (NSDAP), MdR und Führer der Sturmabteilung                                                                | 46    |       |
| 1. Juli  | Paul Röhrbein                             | deutscher Kampfbundführer | 43    |       |
| 1. Juli  | Wilhelm Sander                            | deutscher SA-Führer | 39    |       |
| 1. Juli  | Erich Schiewek                            | deutscher SA-Angehöriger | 20    |       |
| 1. Juli  | Konrad Schragmüller                       | deutscher Offizier und Politiker (NSDAP), MdR                                                                                 | 39    |       |
| 1. Juli  | Joachim Schroedter                        | deutscher Mediziner und SA-Führer                                                                                             | 37    |       |
| 1. Juli  | Max Schuldt                               | deutscher SA-Führer | 31    |       |
| 1. Juli  | Walter Schulz                             | deutscher SA-Führer | 36    |       |
| 1. Juli  | Hans Schweighart                          | deutscher Fememörder und SA-Führer                                                                                            | 39    |       |
| 1. Juli  | Emil Sembach                              | deutscher SS-Oberführer und Politiker (NSDAP), MdR                                                                            | 43    |       |
| 1. Juli  | Bernhard Stempfle                         | deutscher Theologe und Publizist                                                                                              | 52    |       |
| 1. Juli  | Othmar Toifl                              | österreichischer Gestapobeamter                                                                                               | 35    |       |
| 1. Juli  | Erwin Villain                             | deutscher Mediziner und SA-Offizier                                                                                           | 35    |       |
| 1. Juli  | Max Vogel                                 | deutscher SA-Führer | 25    |       |
| 1. Juli  | Alexander Zweig                           | deutscher Arzt, Homöopath und medizinischer Schriftsteller                                                                    | 53    |       |
| 2. Juli  | Pol Demeuter                              | belgischer Motorradrennfahrer                                                                                                 | 30    |       |
| 2. Juli  | Daniel Gerth                              | deutscher Jagdflieger und SA-Offizier                                                                                         | 43    |       |
| 2. Juli  | Henry Hollis Horton                       | US-amerikanischer Politiker                                                                                                   | 68    |       |
| 2. Juli  | Moritz Oppenheimer                        | deutscher Kaufmann, Opfer der als Röhm-Putsches                                                                               | 55    |       |
| 2. Juli  | Adalbert Probst                           | Reichsführer der DJK | 33    |       |
| 2. Juli  | Martin Schätzl                            | deutsches SA-Mitglied, Opfer des so genannten Röhm-Putsches                                                                   | 25    |       |
| 2. Juli  | Julius Uhl                                | deutscher Politiker (NSDAP) und SA-Führer                                                                                     | 31    |       |
| 2. Juli  | Emma Irene Åström                         | finnische Lehrerin | 87    |       |
| 3. Juli  | Anton Büschelberger                       | deutscher Kunstbildhauer | 64    |       |
| 3. Juli  | Carl Erling                               | deutscher Kaufmann, Gründer der Rolandmühle                                                                                   | 77    |       |
| 3. Juli  | Heinrich zu Mecklenburg                   | Prinzgemahl der Niederlande                                                                                                   | 58    |       |
| 3. Juli  | Robert Käslin                             | Schweizer Bundeskanzler | 62    |       |
| 3. Juli  | Kurt Mosert                               | deutscher SA-Führer |       |       |
| 3. Juli  | Harris J. Ryan                            | US-amerikanischer Hochspannungstechniker                                                                                      | 68    |       |
| 3. Juli  | Ludwig Sütterlin                          | deutscher Linguist und Germanist                                                                                              | 70    |       |
| 4. Juli  | Chaim Nachman Bialik                      | Dichter, Autor und Journalist                                                                                                 | 61    |       |
| 4. Juli  | Abelardo Bustamante                       | chilenischer Maler und Bildhauer                                                                                              |       |       |
| 4. Juli  | Marie Curie                               | polnisch-französische Physikerin und Nobelpreisträgerin für Physik und Chemie                                                 | 66    |       |
| 4. Juli  | Edmond Pottier                            | französischer Kunsthistoriker und Archäologe                                                                                  | 78    |       |
| 5. Juli  | Cäsar Ahrens                              | deutscher Chemiker | 65    |       |
| 5. Juli  | Alexander Glaser                          | deutscher Rechtsanwalt und Politiker (DVP, später Völkischer Block)                                                           | 50    |       |
| 5. Juli  | Benjamin Kiesewetter                      | Landtagsabgeordneter Fürstentum Schwarzburg-Sondershausen                                                                     | 80    |       |
| 5. Juli  | Anton Schmitz                             | deutscher Jurist und Politiker (FVp)                                                                                          | 82    |       |
| 6. Juli  | Alec B. Francis                           | britischer Schauspieler und Stummfilmregisseur                                                                                | 66    |       |
| 6. Juli  | Oscar Lovette                             | US-amerikanischer Politiker                                                                                                   | 62    |       |
| 6. Juli  | Nestor Machno                             | ukrainischer Anarchist | 45    |       |
| 6. Juli  | Franklin MacVeagh                         | US-amerikanischer Politiker                                                                                                   | 96    |       |
| 6. Juli  | Harry A. Pollard                          | US-amerikanischer Regisseur und Schauspieler                                                                                  | 55    |       |
| 6. Juli  | Peter August von Sachsen-Coburg und Gotha | kaiserlich brasilianischer General                                                                                            | 68    |       |
| 6. Juli  | Kurt Sethe                                | deutscher Ägyptologe | 65    |       |
| 7. Juli  | Menachem Mendel Beilis                    | ukrainischer Jude, der in der sogenannten Beilis-Affäre eines Ritualmords beschuldigt wurde                                   |       |       |
| 7. Juli  | Raoul Carton                              | französischer Philosoph |       |       |
| 7. Juli  | Rudolf Frass                              | österreichischer Architekt | 54    |       |
| 7. Juli  | Mathias Gasteiger                         | deutscher Bildhauer und Zeichner                                                                                              | 63    |       |
| 7. Juli  | Nathan Lee Miller                         | US-amerikanischer Jurist und Politiker                                                                                        | 68    |       |
| 7. Juli  | Georg Schreyögg                           | deutscher Bildhauer | 63    |       |
| 7. Juli  | Lionel Tapscott                           | südafrikanischer Tennis- und Cricketspieler                                                                                   | 40    |       |
| 8. Juli  | Johann Ahlhorn                            | deutscher Lehrer und Politiker, MdR                                                                                           | 78    |       |
| 8. Juli  | Benjamin Baillaud                         | französischer Astronom | 86    |       |
| 8. Juli  | Kurt Wiechert                             | deutscher Verwaltungsjurist                                                                                                   | 53    |       |
| 9. Juli  | Elizabeth Gould Bell                      | irisch-britische Ärztin und Suffragette                                                                                       | 71    |       |
| 9. Juli  | Johanne Bindesbøll                        | dänische Textilkünstlerin und Geschäftsfrau                                                                                   | 83    |       |
| 9. Juli  | Iwan Chadschinikolow                      | bulgarischer Revolutionär | 72    |       |
| 9. Juli  | Giuseppe Gianfranceschi                   | italienischer Jesuit, Physiker und Universitätsrektor                                                                         | 59    |       |
| 9. Juli  | Alfred Heuß                               | deutscher Musikwissenschaftler und Musikkritiker                                                                              | 57    |       |
| 9. Juli  | Ulrich Wieland                            | deutscher Bergsteiger | 32    |       |
| 10. Juli | Kurt Aram                                 | deutscher Journalist und Schriftsteller                                                                                       | 65    |       |
| 10. Juli | Ernst Paul Lehmann                        | deutscher Unternehmer und Erfinder in der Spielzeugbranche                                                                    | 78    |       |
| 10. Juli | Erich Mühsam                              | anarchistischer deutscher Schriftsteller, Publizist und Antimilitarist                                                        | 56    |       |
| 10. Juli | Solomon Leopold Millard Rosenberg         | US-amerikanischer Romanist und                                                                                                | 65    |       |
| 10. Juli | Theodor Rumpf                             | deutscher Internist, Neurologe und Hochschullehrer                                                                            | 82    |       |
| 11. Juli | Julius Schwarz                            | deutscher Orgelbauer | 71    |       |
| 12. Juli | Ole Evinrude                              | US-amerikanischer Erfinder | 57    |       |
| 13. Juli | Fritz Graebner                            | deutscher Ethnologe | 57    |       |
| 13. Juli | Emil Heinricher                           | österreichischer Botaniker | 77    |       |
| 13. Juli | Kate Sheppard                             | neuseeländische Suffragette                                                                                                   |       |       |
| 13. Juli | Viktor Wassilko von Serecki               | österreichischer orthodoxer Geistlicher                                                                                       | 62    |       |
| 14. Juli | Juan Maglio                               | argentinischer Bandoneonist, Bandleader und Tangokomponist                                                                    | 52    |       |
| 14. Juli | Emil Sonderegger                          | Schweizer Militär, Mitglied einer rechtsextremen Organisation                                                                 | 65    |       |
| 14. Juli | Ernst Eduard Taubert                      | deutscher Komponist, Musikkritiker und Musikpädagoge                                                                          | 95    |       |
| 15. Juli | Johann Fröhlich                           | österreichischer Arbeiter und Widerstandskämpfer gegen den Austrofaschismus                                                   | 22    |       |
| 15. Juli | Richard Lehmann                           | österreichischer Widerstandskämpfer, erschossen vom Dollfuß-Regime                                                            | 22    |       |
| 15. Juli | Arie van der Pluym                        | niederländischer Motorradrennfahrer                                                                                           | 28    |       |
| 15. Juli | Jules Renkin                              | belgischer Politiker und Premierminister                                                                                      | 71    |       |
| 15. Juli | Antonina Rschewskaja                      | russische bzw. sowjetische Genremalerin                                                                                       | 73    |       |
| 15. Juli | John B. Wright                            | US-amerikanischer Jurist und Politiker                                                                                        | 62    |       |
| 16. Juli | Christian Fischer                         | österreichischer Journalist und Politiker (CSP), Landtagsabgeordneter, Abgeordneter zum Nationalrat, Mitglied des Bundesrates | 55    |       |
| 16. Juli | Fredy Sutermeister                        | Schweizer reformierter Pfarrer und religiöser Sozialist                                                                       | 61    |       |
| 16. Juli | Kurt Wahmke                               | deutscher Raketenkonstrukteur                                                                                                 | 30    |       |
| 17. Juli | Meinrad Ospelt                            | liechtensteinischer Politiker (FBP)                                                                                           | 89    |       |
| 17. Juli | Joseph Renner jun.                        | deutscher Organist und Komponist                                                                                              | 66    |       |
| 18. Juli | Friedrich Fischer                         | deutscher Politiker der SPD                                                                                                   | 69    |       |
| 18. Juli | Otto Maier                                | deutscher Politiker (NSDAP), MdR                                                                                              | 33    |       |
| 18. Juli | Oliver Herbert Phelps Prior               | britischer Romanist, der in der Schweiz aufwuchs                                                                              | 62    |       |
| 18. Juli | Wolrad Wolff                              | deutscher evangelisch-lutherischer Geistlicher und Oberhofprediger am großherzoglichen Hof von Mecklenburg-Schwerin           | 91    |       |
| 19. Juli | Daniel Francis Feehan                     | US-amerikanischer Geistlicher, Bischof von Fall River                                                                         | 78    |       |
| 19. Juli | Carl Raimund Wallner                      | deutscher Mathematiker und Mathematikhistoriker                                                                               | 52    |       |
| 20. Juli | Senta Söneland                            | deutsche Schauspielerin | 51    |       |
| 21. Juli | Henderson Chatmon                         | US-amerikanischer Blues-Musiker                                                                                               | ≈85   |       |
| 22. Juli | John Dillinger                            | US-amerikanischer Bankräuber, erster Mensch, den das FBI als "Staatsfeind Nr. 1" bezeichnete                                  | 31    |       |
| 22. Juli | Mario García Kohly                        | kubanischer Botschafter, Rhetoriker und Essayist                                                                              | 59    |       |
| 22. Juli | Charles Hickel                            | deutscher Schreiner, Händler und Politiker (SPD), MdR                                                                         | 85    |       |
| 23. Juli | Jonas Dobkevičius                         | litauischer Politiker | 67    |       |
| 23. Juli | Helmut Gansauge                           | deutscher Antifaschist | 25    |       |
| 23. Juli | Jean Gaupillat                            | französischer Unternehmer und Autorennfahrer                                                                                  | 43    |       |
| 23. Juli | Moritz Goldstein                          | deutscher Kaufmann | 66    |       |
| 23. Juli | Karl Joël                                 | deutscher Philosoph | 70    |       |
| 23. Juli | Margarita María López de Maturana         | spanische katholische Ordensschwester                                                                                         | 49    |       |
| 23. Juli | Oskar Polano                              | deutscher Gynäkologe und Hochschullehrer                                                                                      | 60    |       |
| 23. Juli | Therese Rie                               | österreichische Schriftstellerin, Journalistin und Musikkritikerin                                                            |       |       |
| 24. Juli | Louis Engelbrecht                         | deutscher Rechtsanwalt, Dramatiker und Lyriker                                                                                | 76    |       |
| 24. Juli | Josef Gerl                                | österreichischer Sozialist | 22    |       |
| 24. Juli | Franz Götze                               | deutscher Theaterkapellmeister und Komponist                                                                                  | 74    |       |
| 24. Juli | Hans Hahn                                 | österreichischer Mathematiker                                                                                                 | 54    |       |
| 24. Juli | Hans Käbnick                              | deutscher Lehrer, Maler, Grafiker und Schriftsteller                                                                          | 30    |       |
| 24. Juli | Paul Thomaschki                           | deutscher evangelischer Theologe                                                                                              | 73    |       |
| 25. Juli | François Coty                             | französischer Parfümeur | 60    |       |
| 25. Juli | Engelbert Dollfuß                         | österreichischer Politiker, Bundeskanzler, Begründer des austrofaschistischen Ständestaats                                    | 41    |       |
| 25. Juli | Otto Feussner                             | deutscher Physiker | 43    |       |
| 25. Juli | Carl Gebhardt                             | deutscher Gelehrter und Intellektueller der Zwischenkriegszeit                                                                | 53    |       |
| 25. Juli | Franz Hickl                               | österreichischer Polizeimajor                                                                                                 | 41    |       |
| 25. Juli | Henry Roseman Lang                        | US-amerikanischer Romanist, Hispanist und Lusitanist Schweizer Herkunft                                                       | 80    |       |
| 25. Juli | Paul Freiherr von der Osten-Sacken        | Historiker und Archivar | 53    |       |
| 25. Juli | Emil Usteri                               | Schweizer Architekt | 75    |       |
| 26. Juli | Jens Peter Berthelsen                     | dänischer Fechter | 79    |       |
| 26. Juli | William F. Kirby                          | US-amerikanischer Politiker                                                                                                   | 66    |       |
| 26. Juli | Rudolf Maister                            | jugoslawischer General und Dichter                                                                                            | 60    |       |
| 26. Juli | Winsor McCay                              | US-amerikanischer Karikaturist und Comiczeichner                                                                              | 62    |       |
| 26. Juli | Adolf Schaube                             | Wirtschaftshistoriker und Abgeordneter                                                                                        | 82    |       |
| 26. Juli | Viktor Schnitzler                         | deutscher Rechtsanwalt, Mitglied des Preußischen Abgeordnetenhauses                                                           | 72    |       |
| 27. Juli | Josef Beyerl                              | österreichischer Gendarmerierayonsinspektor                                                                                   | 36    |       |
| 27. Juli | Nelly Diener                              | erste Flugbegleiterin der Swissair und Europas                                                                                |       |       |
| 27. Juli | Elizabeth Alice Hawkins-Whitshed          | irische Bergsteigerin, Fotografin und Schriftstellerin                                                                        |       |       |
| 27. Juli | Richard Hölzel                            | österreichischer Gendarm | 50    |       |
| 27. Juli | Friedrich Kullrich                        | deutscher Architekt, Stadtplaner und Baubeamter                                                                               | 75    |       |
| 27. Juli | Josef Maria Lukesch                       | österreichischer Gendarm | 26    |       |
| 27. Juli | Hubert Lyautey                            | französischer Marschall | 79    |       |
| 27. Juli | Viktor Stauffer                           | österreichischer Genre- und Portraitmaler                                                                                     | 81    |       |
| 28. Juli | Josephine Conger-Kaneko                   | US-amerikanische Journalistin und Feministin                                                                                  | 59    |       |
| 28. Juli | Alfred Doren                              | deutscher Historiker und Hochschullehrer                                                                                      | 65    |       |
| 28. Juli | Marie Dressler                            | kanadische Schauspielerin | 65    |       |
| 28. Juli | Paul Ludwik                               | österreichischer Wissenschaftler                                                                                              | 56    |       |
| 28. Juli | Leopold Pilichowski                       | polnischer Genremaler | 65    |       |
| 28. Juli | Martin Soukup                             | österreichischer Politiker (DnP), Abgeordneter zum Nationalrat                                                                | 80    |       |
| 29. Juli | Eduard Philipp Arnold                     | deutscher Architekt und Denkmalpfleger                                                                                        | 67    |       |
| 29. Juli | Frane Bulić                               | jugoslawischer Archäologe und Historiker                                                                                      | 87    |       |
| 29. Juli | Kume Keiichirō                            | japanischer Maler | 67    |       |
| 29. Juli | John L. McLaurin                          | US-amerikanischer Politiker                                                                                                   | 74    |       |
| 29. Juli | Didier Pitre                              | kanadischer Eishockeyspieler                                                                                                  | 50    |       |
| 29. Juli | Theodor Sachau                            | deutscher evangelischer Pastor und Heimathistoriker                                                                           | 79    |       |
| 29. Juli | Berta Wilhelmi                            | deutsch-spanische Pädagogin, Geschäftsfrau und Philanthropin                                                                  |       |       |
| 30. Juli | Johann Huntemann                          | deutscher Landwirtschaftslehrer, Wirtschaftsberater und Autor                                                                 | 76    |       |
| 30. Juli | Henry Norris                              | englischer Unternehmer, Fußballfunktionär und Politiker (Conservative Party), Mitglied des House of Commons                   | 69    |       |
| 30. Juli | Ernst von Wolzogen                        | deutscher Schriftsteller und Begründer des Kabaretts in Deutschland                                                           | 79    |       |
| 31. Juli | Hermann Haase                             | deutscher Maler, Zeichner und Publizist                                                                                       | 71    |       |
| 31. Juli | Richard Thayer Holbrook                   | US-amerikanischer Romanist und Mediävist                                                                                      |       |       |
| 31. Juli | Franz Holzweber                           | österreichischer Nationalsozialist und Putschist                                                                              | 29    |       |
| 31. Juli | Otto Planetta                             | österreichischer Nationalsozialist, Putschist und Attentäter                                                                  | 34    |       |
| 31. Juli | Émile Schuffenecker                       | französischer Maler des Neoimpressionismus                                                                                    | 82    |       |
| 31. Juli | Hans Schurr                               | deutscher Architekt | 70    |       |
|          | Karl-Günther Heimsoth                     | deutscher Mediziner | 34    |       |

## August
| Tag        | Name                                | Beruf, bekannt als                                                                                     | Alter | Beleg |
| ---------- | ----------------------------------- | --- | ----- | ----- |
| 1. August  | Elías García Martínez               | spanischer Maler                                                                                       | 76    |       |
| 1. August  | Max Georgii                         | deutscher Versicherungsjurist und Manager                                                              | 79    |       |
| 1. August  | Karl Wahlberg                       | schwedischer Curler                                                                                    | 60    |       |
| 2. August  | Paul von Hindenburg                 | deutscher Generalfeldmarschall und Reichspräsident Deutschlands während der Weimarer Republik          | 86    |       |
| 2. August  | Aram Jerkanjan                      | armenischer Revolutionär                                                                               | 34    |       |
| 2. August  | Carl-Friedrich von Langen           | deutscher Reiter                                                                                       | 47    |       |
| 3. August  | Franz Bubenzer                      | deutscher Architekt, Portraitmaler, Schauspieler und Regisseur, Autor und Theaterleiter sowie Fotograf | 62    |       |
| 3. August  | Georg Metzendorf                    | deutscher Architekt und Stadtplaner                                                                    | 59    |       |
| 3. August  | Christian Siske                     | russlanddeutscher römisch-katholischer Geistlicher und Märtyrer                                        |       |       |
| 4. August  | Marie Bessmertny                    | deutsche Schriftstellerin                                                                              | 80    |       |
| 4. August  | Hanns Dorn                          | deutscher Ökonom, Sozialwissenschaftler und Publizist                                                  | 56    |       |
| 4. August  | Adalbert Luntowski                  | deutscher Lehrer und Lebensreformer                                                                    | 50    |       |
| 4. August  | Rudolf Sieghart                     | österreichischer Ökonom und Bankier                                                                    | 68    |       |
| 5. August  | Hella Unger                         | österreichische Bildhauerin und Medailleurin                                                           | 59    |       |
| 6. August  | Matthias Johann Eisen               | estnischer Volkskundler und Ethnologe                                                                  | 76    |       |
| 6. August  | Hermann Glauert                     | britischer Aerodynamiker                                                                               | 41    |       |
| 6. August  | Heinrich Christian Sander           | deutscher Jurist und Politiker, MdHB, Senator                                                          | 81    |       |
| 6. August  | Annemarie Spitzner                  | deutsche Wohlfahrtspflegerin und Heilpädagogin                                                         | 35    |       |
| 7. August  | Edwin Corning                       | US-amerikanischer Geschäftsmann und Politiker                                                          | 50    |       |
| 7. August  | Hermann Kusmanek von Burgneustädten | österreichischer Generaloberst der K.u.K. Armee                                                        | 73    |       |
| 7. August  | William Scott Vare                  | US-amerikanischer Politiker                                                                            | 66    |       |
| 8. August  | Heinrich Krauße                     | deutscher Reichsgerichtsrat                                                                            | 63    |       |
| 8. August  | Paul Mündner                        | deutscher Radrennfahrer und Zirkusartist                                                               | 61    |       |
| 8. August  | Wilbert Robinson                    | US-amerikanischer Baseballspieler und -manager                                                         | 71    |       |
| 9. August  | Arnaldo Galliera                    | italienischer Komponist und Musikpädagoge                                                              | 62    |       |
| 9. August  | Sven Palme                          | schwedischer Manager und Politiker                                                                     | 79    |       |
| 9. August  | Antony Ratier                       | französischer Politiker                                                                                | 83    |       |
| 9. August  | Alfred Steux                        | belgischer Radrennfahrer                                                                               | 42    |       |
| 9. August  | Heinrich Zeller                     | deutscher Opernsänger (Tenor)                                                                          | 78    |       |
| 10. August | George W. Hill                      | US-amerikanischer Regisseur                                                                            | 39    |       |
| 10. August | Ulrich Maag                         | Schweizer Automobilrennfahrer                                                                          | 24    |       |
| 10. August | Ludovic Morin                       | französischer Radrennfahrer                                                                            | 56    |       |
| 11. August | Sigismund von Förster               | preußischer General der Infanterie                                                                     | 78    |       |
| 12. August | Hendrik Petrus Berlage              | niederländischer Architekt                                                                             | 78    |       |
| 12. August | Hugo von Reischach                  | preußischer Generalmajor, Oberstallmeister und Hofmarschall von Kaiser Wilhelm II.                     | 79    |       |
| 12. August | Walther Rode                        | österreichischer Rechtsanwalt und Schriftsteller                                                       | 58    |       |
| 13. August | Gonzalo de Borbón y Battenberg      | spanischer Adeliger, Infant von Spanien und Onkel des jetzigen spanischen König Juan Carlos I.         | 19    |       |
| 13. August | Mary Hunter Austin                  | US-amerikanische Schriftstellerin, Dichterin und Dramatikerin                                          | 65    |       |
| 13. August | Harry Trüller                       | deutscher Backwarenfabrikant                                                                           | 65    |       |
| 13. August | Georgi Wasow                        | bulgarischer Offizier                                                                                  | 74    |       |
| 14. August | Mence Dros-Canters                  | niederländische Badminton-, Tennis- und Hockeyspielerin                                                |       |       |
| 14. August | Raymond Hood                        | US-amerikanischer Architekt                                                                            | 53    |       |
| 14. August | Clyde Purnell                       | englischer Fußballspieler                                                                              | 57    |       |
| 14. August | Pjotr Iwanowitsch Tschardynin       | russischer Schauspieler und Filmregisseur                                                              |       |       |
| 14. August | Alfred Weise                        | deutscher Geologe, Berghauptmann und Mitglied der Deutschen Saardelegation in Paris                    | 62    |       |
| 15. August | Albert Blake Dick                   | US-amerikanischer Geschäftsmann und Firmengründer                                                      | 78    |       |
| 15. August | Guy Moll                            | algerischer Autorennfahrer                                                                             | 24    |       |
| 15. August | Ludwig Ruff                         | deutscher Architekt                                                                                    | 56    |       |
| 15. August | Felix Sommer                        | sächsischer Architekt und Baumeister                                                                   | 56    |       |
| 16. August | Andrés Héctor Carvallo              | paraguayischer Politiker, Staatspräsident                                                              | 71    |       |
| 16. August | Marie Huch                          | deutsche Schriftstellerin                                                                              | 81    |       |
| 16. August | Paul Krannhals                      | nationalsozialistischer Kulturphilosoph                                                                | 50    |       |
| 16. August | Michael Radaković                   | österreichischer Physiker                                                                              | 68    |       |
| 17. August | Alexander Alexejewitsch Borissow    | russischer Maler                                                                                       | 67    |       |
| 17. August | William Mitchinson Hicks            | britischer Mathematiker und Physiker                                                                   | 83    |       |
| 17. August | Walter Norden                       | deutscher Architekt und Rennfahrer                                                                     |       |       |
| 17. August | Richard Nathan Simon                | deutscher Indologe                                                                                     | 68    |       |
| 17. August | Rainer Simons                       | deutscher Opernsänger (Bariton), Opernregisseur, Theaterleiter und Gesangspädagoge                     | 65    |       |
| 18. August | Alfred Boucher                      | französischer Bildhauer                                                                                | 83    |       |
| 18. August | Felix Bürgers                       | deutscher Landschaftsmaler                                                                             | 64    |       |
| 19. August | Karl von Eisendecher                | deutscher Marineoffizier, zuletzt Vizeadmiral sowie Diplomat                                           | 93    |       |
| 19. August | Josef Hannich                       | böhmisch-österreichischer Politiker und Arbeiterdichter                                                | 91    |       |
| 19. August | Felix Niedner                       | deutscher Skandinavist                                                                                 | 75    |       |
| 19. August | Henry T. Rainey                     | US-amerikanischer Politiker                                                                            | 73    |       |
| 19. August | Heinrich Singer                     | österreichischer Kirchenrechtler und Rechtshistoriker                                                  | 79    |       |
| 20. August | Maurice Fishberg                    | US-amerikanischer Anthropologe                                                                         | 62    |       |
| 20. August | Ewald Hilger                        | deutscher Bergwerksdirektor                                                                            | 75    |       |
| 20. August | Otto Kelsey                         | US-amerikanischer Jurist und Politiker                                                                 | 81    |       |
| 20. August | Hans Nimmerfall                     | deutscher Politiker und bayerischer Landtagsabgeordneter                                               | 61    |       |
| 20. August | Gabriel Zelger                      | Schweizer Bischof                                                                                      | 66    |       |
| 21. August | Arthur Kershaw                      | britischer Colonel und Kolonialpolizeichef                                                             | 82    |       |
| 21. August | Otto Mezger                         | deutscher Apotheker, Chemiker und Kriminaloge                                                          | 59    |       |
| 21. August | Conrad Wiene                        | ungarisch-tschechoslowakischer Theaterschauspieler, Filmregisseur, Filmproduzent und Drehbuchautor     | 56    |       |
| 22. August | Perl D. Decker                      | US-amerikanischer Politiker                                                                            | 58    |       |
| 22. August | Ludwig Freyberger                   | österreichisch-britischer Arzt und Pathologe                                                           | 69    |       |
| 22. August | Werner Neuhaus                      | Schweizer Maler                                                                                        | 36    |       |
| 23. August | Victor Jacobson                     | russischer zionistischer Politiker, Diplomat und Publizist                                             | 64    |       |
| 23. August | Viktor Kaplan                       | österreichischer Ingenieur                                                                             | 57    |       |
| 23. August | Erik Larsson                        | schwedischer Tauzieher                                                                                 | 46    |       |
| 23. August | Homer Van Meter                     | US-amerikanischer Bankräuber                                                                           | 28    |       |
| 24. August | Hugo Felix                          | österreichisch-amerikanischer Komponist                                                                | 67    |       |
| 24. August | Franz Hermann Reschke               | deutscher Verwaltungsjurist                                                                            | 63    |       |
| 24. August | Karl Strecker                       | deutscher Physiker und Elektrotechniker                                                                | 76    |       |
| 25. August | Émile Bourgeois                     | französischer Historiker                                                                               | 77    |       |
| 25. August | Albert Eitel                        | deutscher Architekt                                                                                    | 68    |       |
| 25. August | Duncan Mackenzie                    | schottischer Archäologe                                                                                | 73    |       |
| 25. August | Martin Seydel                       | deutscher Musikwissenschaftler, Stimmbildner und Philosoph                                             | 63    |       |
| 26. August | Arthur Laban Bates                  | US-amerikanischer Politiker                                                                            | 75    |       |
| 26. August | Richard Böklen                      | deutscher Architekt, württembergischer Baubeamter und Hochschullehrer                                  | 73    |       |
| 26. August | Hugh Caulfield Hamilton             | nordirischer Autorennfahrer                                                                            | 29    |       |
| 26. August | Georg Jahn                          | deutscher Jurist und Ministerialrat                                                                    | 61    |       |
| 26. August | Edward Voigt                        | deutschamerikanischer Politiker                                                                        | 60    |       |
| 27. August | Herschel M. Hogg                    | US-amerikanischer Politiker                                                                            | 80    |       |
| 27. August | Dumitru Hubert                      | rumänischer Pilot und Bobfahrer                                                                        | 34    |       |
| 28. August | Tannatt William Edgeworth David     | australischer Geologe, Landvermesser und Polarforscher                                                 | 76    |       |
| 28. August | Leonid Wilgelmowitsch Lesch         | russischer General                                                                                     | 72    |       |
| 28. August | Alfred Schulze                      | deutscher Politiker (KPD), MdL                                                                         | 30    |       |
| 28. August | Ernst von Barth zu Harmating        | bayerischer General der Infanterie                                                                     | 85    |       |
| 29. August | Friedrich Lipsius                   | deutscher Philosoph und Hochschullehrer                                                                | 60    |       |
| 29. August | Leo Müffelmann                      | deutscher Freimaurer und Pazifist                                                                      | 53    |       |
| 29. August | Alfred Perutz                       | österreichischer Dermatologe                                                                           | 49    |       |
| 30. August | Bernhard Prager                     | deutscher Chemiker                                                                                     | 67    |       |
| 30. August | Karl Vikas                          | österreichischer Landschaftsmaler                                                                      | 58    |       |
| 31. August | Carlo Böcklin                       | Schweizer Architekt und Maler                                                                          | 64    |       |

## September
| Tag           | Name                         | Beruf, bekannt als                                                                                     | Alter | Beleg |
| ------------- | ---------------------------- | --- | ----- | ----- |
| 1. September  | C. H. Böhm                   | deutscher Instrumentenbauer und Waldzither-Produzent                                                   | 70    |       |
| 1. September  | Fanny Davies                 | englische Pianistin, Klavierlehrerin und Schülerin Clara Schumanns                                     | 73    |       |
| 1. September  | Gustav Knapp                 | württembergischer Verwaltungsbeamter                                                                   | 63    |       |
| 1. September  | Takehisa Yumeji              | japanischer Maler                                                                                      | 50    |       |
| 2. September  | Ulrico Mursa                 | brasilianischer Ingenieur                                                                              | 72    |       |
| 2. September  | Alcide Nunez                 | US-amerikanischer Jazz-Klarinettist                                                                    | 50    |       |
| 4. September  | Paul Aust                    | deutscher Maler und Grafiker                                                                           | 68    |       |
| 4. September  | Heinrich Holek               | Journalist, Arbeiterdichter                                                                            | 48    |       |
| 4. September  | Horacio Muñoz                | chilenischer Fußballspieler                                                                            | 38    |       |
| 5. September  | Joop ter Beek                | niederländischer Fußballspieler                                                                        | 33    |       |
| 5. September  | Josef Bím                    | tschechoslowakischer Skisportler                                                                       | 33    |       |
| 5. September  | Friedrich Hartmann           | Landtagsabgeordneter Großherzogtum und Volksstaat Hessen                                               | 74    |       |
| 5. September  | Ludwig Kiepert               | deutscher Mathematiker                                                                                 | 87    |       |
| 7. September  | Sigmund Münz                 | österreichischer Journalist und Schriftsteller                                                         | 75    |       |
| 8. September  | Gottfried Julius Bergfeld    | deutscher Fabrikant                                                                                    | 59    |       |
| 8. September  | Julius Maus                  | deutscher Radsportler                                                                                  | 27    |       |
| 8. September  | Oscar Wassermann             | deutscher Bankier                                                                                      | 65    |       |
| 9. September  | Kateřina Emingerová          | tschechische Komponistin und Pianistin                                                                 | 78    |       |
| 9. September  | Edward T. England            | US-amerikanischer Politiker                                                                            | 64    |       |
| 9. September  | Roger Fry                    | britischer Maler und Kunstkritiker                                                                     | 67    |       |
| 9. September  | Juozas Naujalis              | litauischer Komponist, Organist, Chorleiter und Musikpädagoge                                          | 65    |       |
| 10. September | John Fery                    | österreichisch-amerikanischer Maler                                                                    | 75    |       |
| 10. September | Hans Haas                    | deutscher Religionswissenschaftler                                                                     | 65    |       |
| 10. September | Richard von Helmholtz        | deutscher Ingenieur und Eisenbahnkonstrukteur                                                          | 81    |       |
| 10. September | George Henschel              | deutsch-britischer Sänger (Bariton), Gesangslehrer, Komponist und Dirigent                             | 84    |       |
| 10. September | Josef Jacober                | Schweizer Skihersteller                                                                                | 78    |       |
| 11. September | François Barraud             | Schweizer Maler der Neuen Sachlichkeit                                                                 | 34    |       |
| 11. September | William Gordon Brantley      | US-amerikanischer Politiker                                                                            | 73    |       |
| 11. September | Johannes Götz                | deutscher Bildhauer                                                                                    | 68    |       |
| 12. September | Adolf Ruthardt               | deutscher Pianist und Komponist                                                                        | 85    |       |
| 13. September | Josef Anton Lämmle           | deutscher Verwaltungsbeamter                                                                           | 73    |       |
| 13. September | Berthold Laufer              | deutscher Ostasienforscher                                                                             | 59    |       |
| 13. September | William Lorimer              | US-amerikanischer Politiker englischer Herkunft                                                        | 73    |       |
| 14. September | Otto Bracke                  | Braunschweiger Rechtsanwalt und Notar                                                                  | 61    |       |
| 14. September | Hans von der Esch            | preußischer Generalleutnant                                                                            | 71    |       |
| 14. September | Carl Fröschl                 | österreichischer Porträt- und Genremaler                                                               | 86    |       |
| 14. September | Max Hasak                    | deutscher Architekt und Architekturschriftsteller                                                      | 78    |       |
| 14. September | Hugo Winternitz              | österreichisch-deutscher Mediziner                                                                     | 66    |       |
| 15. September | Edwin Bechstein              | deutscher Klavierproduzent                                                                             | 75    |       |
| 15. September | Jean Bungartz                | deutscher Tiermaler und Autor verschiedener Bücher                                                     | 80    |       |
| 15. September | Franz Xaver Lang             | deutscher Politiker (BVP), MdR                                                                         | 67    |       |
| 15. September | Gunnar Palme                 | schwedischer Manager                                                                                   | 48    |       |
| 16. September | Heinrich Issel               | deutscher Trachtenmaler                                                                                | 80    |       |
| 16. September | Christian Roth               | deutscher Jurist, Verwaltungsbeamter und Politiker (DNVP, NF, NSDAP), MdR, bayerischer Staatsminister  | 61    |       |
| 16. September | Otto Schanz                  | deutscher Motorradrennfahrer                                                                           |       |       |
| 17. September | Carl Burmester               | deutscher Kommunist und Widerstandskämpfer gegen den Nationalsozialismus                               | 33    |       |
| 17. September | Erhard Hiltner               | deutscher Agrarwissenschaftler                                                                         | 41    |       |
| 17. September | Heinrich Hinsenkamp          | österreichischer Rechtsanwalt und Politiker, Landtagsabgeordneter und letzter Bürgermeister von Urfahr | 72    |       |
| 17. September | Erik Lindqvist               | schwedischer Segler                                                                                    | 48    |       |
| 17. September | James Pulliam                | US-amerikanischer Politiker                                                                            | 70    |       |
| 18. September | Oskar Berger                 | deutscher Turnlehrer und Funktionär                                                                    | 72    |       |
| 18. September | Gustav Bodirsky              | österreichischer Politiker, Abgeordneter zum Abgeordnetenhaus                                          | 70    |       |
| 18. September | Alfred Brust                 | deutscher Schriftsteller                                                                               | 43    |       |
| 18. September | Adolf Ey                     | deutscher Theo- und Philologe, Lehrer, Professor und Heimatdichter                                     | 90    |       |
| 18. September | Ruth Hale                    | US-amerikanische Journalistin und Frauenrechtlerin                                                     |       |       |
| 18. September | Fritz Rehn                   | erster Präsident des Volksgerichtshofs                                                                 | 60    |       |
| 18. September | Johannes Rudloff             | deutscher Schiffbauingenieur und Hochschullehrer                                                       | 86    |       |
| 19. September | Brito Camacho                | portugiesischer Politiker                                                                              | 72    |       |
| 20. September | Víctor Mercante              | argentinischer Pädagoge und Schriftsteller                                                             | 64    |       |
| 20. September | Philipp Strauch              | deutscher Germanist                                                                                    | 82    |       |
| 20. September | Julius Weber                 | deutscher Unternehmer und Kommunalpolitiker in Duisburg                                                | 94    |       |
| 21. September | Theodor Boisly               | deutscher Jurist und Mitglied des Preußischen Abgeordnetenhauses                                       | 85    |       |
| 21. September | Tauno Ilmoniemi              | finnischer Turner und Wasserspringer                                                                   | 41    |       |
| 21. September | Max Jungnickel               | deutscher Politiker (SPD)                                                                              | 66    |       |
| 21. September | Albin Möbusz                 | deutscher Pädagoge und Esperantist                                                                     | 63    |       |
| 21. September | Hans Stosch-Sarrasani senior | deutscher Zirkusdirektor und Dressurclown                                                              | 61    |       |
| 22. September | Einar Naumann                | schwedischer Biologe und Pionier der Limnologie und Professor an der Universität Lund                  | 43    |       |
| 23. September | Lucien Gaudin                | französischer Fechter                                                                                  | 47    |       |
| 23. September | Johannes Kromayer            | deutscher Althistoriker                                                                                | 75    |       |
| 23. September | Ludwig Vogelstein            | Industrieller und Philanthrop                                                                          | 63    |       |
| 24. September | Edwin Lemare                 | englischer Organist und Komponist                                                                      | 69    |       |
| 25. September | Percy Avery Rockefeller      | US-amerikanischer Unternehmer                                                                          | 56    |       |
| 26. September | Jacques Goldberg             | deutscher Musiker, Schauspieler, Regisseur und Theaterleiter                                           | 73    |       |
| 26. September | Inoue Kenkabō                | japanischer Schriftsteller und Journalist                                                              | 64    |       |
| 26. September | Paul Larisch                 | deutscher Kürschnermeister und Fachautor                                                               | 64    |       |
| 26. September | Alexander Moszkowski         | polnisch-deutscher Schriftsteller und Satiriker                                                        | 83    |       |
| 26. September | Hugo Vogel                   | deutscher Maler                                                                                        | 79    |       |
| 28. September | Stephan Duić                 | kroatischer Politiker und General                                                                      | 56    |       |
| 28. September | Marcel Feur                  | französischer Glasmaler                                                                                | 62    |       |
| 28. September | Félix Gaiffe                 | französischer Romanist und Theaterwissenschaftler                                                      | 60    |       |
| 28. September | John Koch                    | deutscher Literaturforscher                                                                            | 83    |       |
| 28. September | Anton Nissen                 | deutscher Landschaftsmaler                                                                             | 67    |       |
| 28. September | Heinrich Stürenburg          | deutscher Altphilologe, Turnfunktionär, Wehrexperte und Pädagoge                                       | 87    |       |
| 28. September | Johann Wacker                | deutscher Pflanzenbauwissenschaftler                                                                   | 66    |       |
| 29. September | Stefan Allgäuer              | österreichischer Politiker (CSP), Landtagsabgeordneter zum Vorarlberger Landtag                        | 63    |       |
| 29. September | Johann Wilhelm Jasper        | Widerstandskämpfer gegen den Nationalsozialismus                                                       | 36    |       |
| 29. September | Fritz Kauffmann              | deutscher Komponist und Dirigent                                                                       | 79    |       |
| 29. September | James McKinney               | US-amerikanischer Politiker                                                                            | 82    |       |
| 29. September | Otto Mörtzsch                | deutscher Lehrer, Heimat- und Höhlenforscher                                                           | 65    |       |
| 30. September | Giuseppe Mori                | italienischer Geistlicher, Kardinal der Römischen Kirche                                               | 84    |       |
| 30. September | Benedict Lincoln Prieth      | US-amerikanischer Zeitungsverleger und Publizist                                                       | 64    |       |
| 30. September | John K. Shields              | US-amerikanischer Politiker (Demokratische Partei)                                                     | 76    |       |
| 30. September | Franz Welti                  | Schweizer Jurist und Politiker                                                                         | 55    |       |